# Écouviez
Écouviez är en kommun i departementet Meuse i regionen Grand Est (tidigare regionen Lorraine) i nordöstra Frankrike. Kommunen ligger i kantonen Montmédy som tillhör arrondissementet Verdun. År 2022 hade Écouviez 534 invånare.

## Befolkningsutveckling
Antalet invånare i kommunen Écouviez
| Referens: INSEE |